# Moussy-le-Neuf
Moussy-le-Neuf è un comune francese di 2 833 abitanti situato nel dipartimento di Senna e Marna nella regione dell'Île-de-France.

## Società

### Evoluzione demografica
Abitanti censiti